# Ларс Лукас Май
Ларс Лукас Май (нім. Lars Lukas Mai, нар. 31 березня 2000, Дрезден) — німецький футболіст, захисник швейцарського клубу «Лугано».

## Клубна кар'єра
Вихованець дрезденського «Динамо», з якого в липні 2014 року перейшов до академії «Баварії». З 2017 року виступав за резервну команду у Регіоналлізі.
У 2018 році Лукас був включений в заявку основної команди. 21 квітня в матчі проти «Ганновера» він дебютував в Бундеслізі. У своєму дебютному сезоні 2017/18 Май зіграв два матчі і став чемпіоном Німеччини.
27 квітня 2018 року Ларс Лукас підписав свій перший професійний контракт з «Баварією» тривалістю до 30 червня 2021 року, втім надалі виступав виключно за резервну команду, а сезон 2020/21 провів в оренді за «Дармштадт 98» у Другій Бундеслізі, продовживши перед тим контракт з мюнхенцями до 30 червня 2023 року.
18 червня 2022 року перейшов у швейцарський «Лугано», підписавши контракт на три роки.

## Кар'єра в збірній
У 2017 році Травень складі юнацької збірної Німеччини взяв участь в юнацькому чемпіонаті Європи в Хорватії . На турнірі він зіграв у всіх п'яти матчах і в грі проти Боснії і Герцеговини забив. У півфіналі проти Іспанії (0:0) Май не забив свій післяматчевий пенальті, через що німці поступились 2:4 і не вийшли до фіналу
Тим не менш цей результат дозволив команді взяти участь у юнацькому чемпіонаті світу 2017 року в Індії. На цьому турнірі Лукас також був основним гравцем і зіграв у всіх п'яти матчах, дійшовши до чвертьфіналу, де німці поступились Бразилії (1:2).
9 жовтня 2020 року дебютував у складі молодіжної збірної Німеччини у грі проти Молдови (5:0). Згодом з цією командою поїхав на молодіжний чемпіонат Європи 2021 року в Угорщині та Словенії, де зіграв в одному матчі чвертьфіналу проти Данії (2:2, 6:5 пен). Більше на тому турнірі на поле не виходив, але здобув з командою золоті нагороди після перемоги у фіналі з рахунком 1:0 над Португалією.

## Досягнення
- Чемпіон Німеччини: 2017/18
- Чемпіон Європи (U-21): 2021
- Бронзова медаль Фріца Вальтера (U17): 2017